# Higrevirus waimanalo
Genre
Espèce
Synonymes
- Hibiscus green spot virus 2 (ICTV, 2013)

Higrevirus waimanalo (virus 2 des taches vertes de l'Hibiscus) est une espèce de virus du genre Higrevirus, dont c'est l'unique espèce (genre monotypique). Ce sont des virus à ARN linéaire à simple brin à polarité positive, qui infectent des plantes (phytovirus). La famille est rattachée au  groupe IV de la classification Baltimore.
Cette espèce de virus est l'un des agents causaux de la léprose des agrumes.

## Étymologie
Le nom générique, « Higrevirus », est une combinaison dérivée du nom de l'espèce type, Hibiscus green spot virus,  , suivie du suffixe « -virus » qui caractérise les noms de genres de virus.

## Liste des espèces et non-classés du genreHigrevirus
Selon NCBI (23 décembre 2020) :
- Hibiscus green spot virus 2 (espèce-type)
- non-classés 
  - Hibiscus green spot virus

### GenreHigrevirus
- (en) ICTV : Higrevirus  (consulté le 24 janvier 2021)
- (en) NCBI : Higrevirus (taxons inclus) (consulté le 23 décembre 2020)
- (en) « Higrevirus », sur ViralZone (consulté le 23 décembre 2020).

### EspèceHibiscus green spot virus 2
- (en) ICTV : Hibiscus green spot virus 2  (consulté le 24 janvier 2021)
- (en) NCBI : Hibiscus green spot virus 2 (taxons inclus) (consulté le 23 décembre 2020)